# Tenna Hospiz

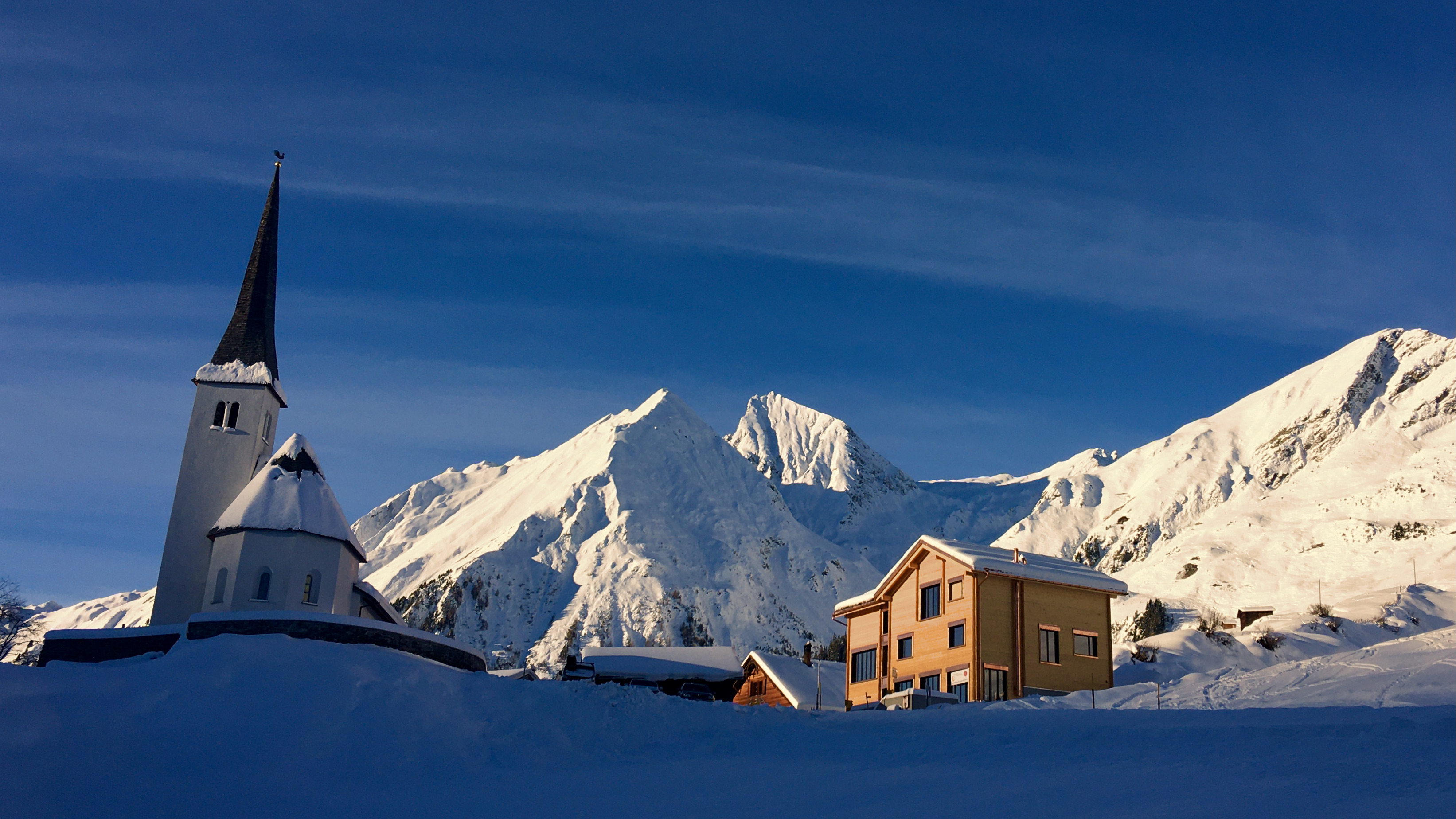
Tenna Hospiz mit der Alten Sennerei im Winter

Tenna Hospiz ist ein Flurname am nordöstlichen Rand der Fraktion Mitte in der ehemaligen Gemeinde Tenna GR. Er bezeichnet den höchsten Punkt (1654 m) auf der Tennerstrasse zwischen den Ortsteilen Tenna, Mitte und Tenna, Ausserberg. Von dort ist der Zugang zur spätgotischen Kirche mit dem bedeutenden Freskenzyklus zur Leidensgeschichte Christi aus dem Jahr 1408. Von dort aus führte der ehemalige Kirchweg über das Tenner Chrüz (2040 m) zur Mutterpfarrei nach Valendas.
Das Projekt Tenna Hospiz ist eine zivilgesellschaftliche Initiative in der Gemeinde Safiental GR zur Bereitstellung von pflegegerechtem Wohnraum für den letzten Lebensabschnitt im abgelegenen Safiental. Anstelle der ehemaligen Alp-Dorf-Sennerei hat der gemeinnützige Verein Tenna Hospiz auf der angrenzenden Liegenschaft «Alte Sennerei» 2020 einen klimaneutralen Massivholzbau erstellt. Darin sind die Wohngemeinschaft Alte Sennerei, ein angegliederter Sozialraum und ein Café beheimatet.